# Adrian von Fölkersam

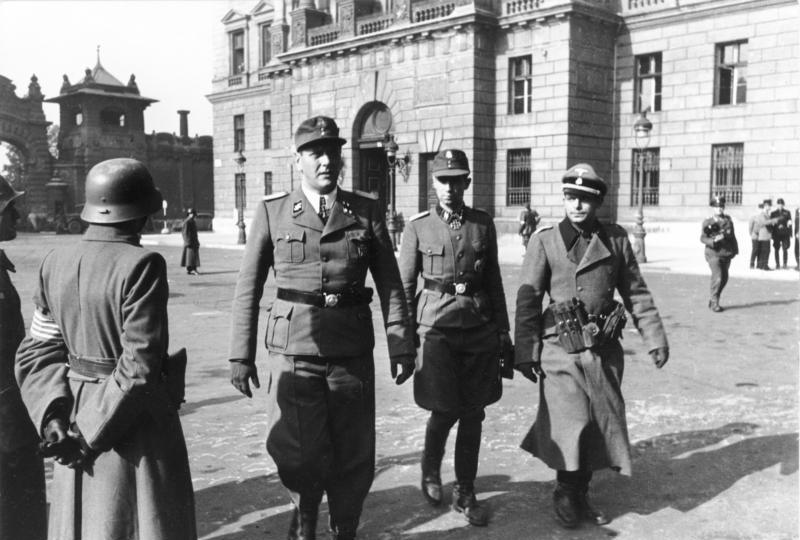
Skorzeny (izquierda), Adrian von Fölkersam y SS-Obersturmführer Walter Girg (derecha) en Budapest, 16 de octubre de 1944.

El Barón Adrian von Fölkersam ( San Petersburgo, Imperio ruso el 20 de diciembre de 1914 - Inowroclaw, Polonia el  21 de enero de 1945). Fue un notable comando brandenburger alemán y teniente de las Waffen SS en la Segunda Guerra Mundial condecorado con la Cruz de Caballero de la Cruz de Hierro en 1941 por el mismo Hitler.

## Primeros años
Fölkersam nació en el seno de una familia aristocrática báltico-alemana con un largo historial de servicio al Imperio Ruso. Su abuelo, Dimitri von Fölkersahm fue un almirante de la Armada Imperial rusa que murió en Tsushima. Su bisabuelo Gustav von Fölkersahm fue un general del Ejército Imperial Ruso. 
La familia de Fölkersam huyó de Rusia después de la revolución rusa y se asentaron en Letonia, donde asistió a la Fölkersahm Gymnasium (escuela primaria) en Riga. A partir de 1934 estudio en la universidad de Múnich, estudió economía en Königsberg y estudios posteriores en Viena; en este momento se convirtió en un Miembro del movimiento nacional-socialista y de las SA. Más tarde regresó a Letonia, pero se mudó a Alemania en 1940.
Fölkersam se unió a los comandos de operaciones Brandenburgers (T-Truppen) o División Brandeburger en mayo de 1940 formando una unidad especial de infiltración que comprende Volksdeutsche de origen ruso. Sus unidades estuvieron activas extensamente durante la Operación Barbarroja y lograron notables y profundas infiltraciones dentro de territorio enemigo para actos de sabotaje y distorsión.

## Infiltración en Maikop
A principios de agosto de 1942, una unidad de 62 Brandenburger Bálticos y de los Sudetes alemanes liderados por von Fölkersam, penetró más en territorio enemigo que cualquier otra unidad alemana hasta ese momento. Habían recibido la orden de confiscar y asegurar los vitales campos petrolíferos de Maikop. Disfrazados como temidos hombres del NKVD, y conduciendo camiones soviéticos, la unidad de Fölkersam pasó a través de las líneas del frente soviético y se movió en territorio hostil. Los Brandenburgers se encuentran con un gran grupo de desertores del Ejército Rojo que huyen del frente de guerra. Fölkersam viendo la oportunidad de utilizarlos en beneficio de la unidad de Brandenburgers, los persuadió a regresar a la causa soviética, fue capaz de unirse a ellos y moviéndose casi a voluntad a través de las líneas rusas.
Operando bajo la identidad falsa de un oficial de la NKVD llamado Truchin, establecido en Stalingrado, Fölkersam explicó su papel en la recuperación de los desertores al comandante soviético a cargo de las defensas de Maikop. El comandante no sólo creía a Fölkersam, sino que incluso al día siguiente le dio un tour personal de las defensas de la ciudad. Al 8 de agosto, las puntas de lanza alemanas estaban a tan sólo 12 kilómetros de distancia. Los Brandenburgers hicieron su movimiento, utilizando granadas para simular un ataque de artillería, se eliminó el centro militar de comunicaciones de la ciudad. Fölkersam luego fue a los defensores rusos y les dijo que el retiro estaba teniendo lugar. Fölkersam visto con su comandante y carente de cualquier comunicación a refutar o confirmar su declaración, los soviéticos comenzaron a evacuar Maikop. La punta de lanza alemanas entró en la ciudad sin lucha el 9 de agosto de 1942.

## Operaciones posteriores
En 1944 la unidad de Fölkersam es trasladada a la Waffen-SS como Jagdverband-Ost. Esta unidad estaba activa en el frente oriental y participó junto a Otto Skorzeny en el secuestro de Miklós Horthy, Jr Operación Panzerfaust. Fölkersam murió en acción de un tiro en la cabeza el 21 de enero de 1945 cerca de Inowrocław, Polonia.